# Tuwiner

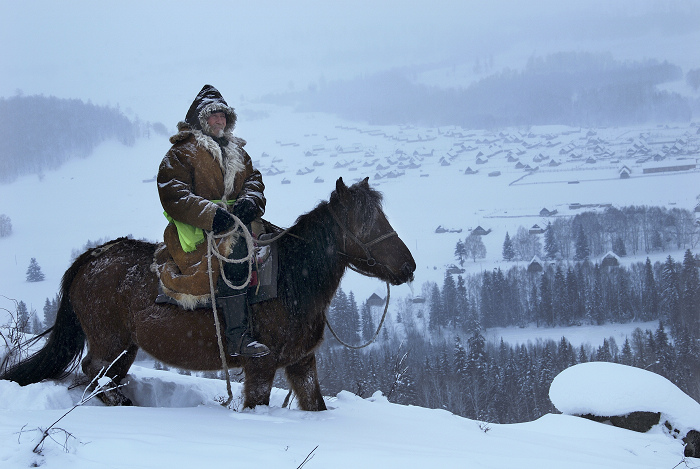
Chinesischer Tuwiner auf einem Morj-Pferd

Die Tuwiner (tuwinisch: Тыва/Tyva in Süd-Sibirien beziehungsweise Dywa in der West-Mongolei und in Xinjiang) sind eine Gruppe verwandter Turkvölker und die größte ethnische Gruppe (Nationalität) im Altai-Sajan-Gebiet der Länder Russland, Mongolei und China. In der russischen Republik Tuwa stellen die mehr als 200.000 Tuwiner (1989: 198.448; 2010: 249.299) als Titularnation die Bevölkerungsmehrheit (1989: 64,31 %; 2010: 81,0 %).
Die tuwinische Sprache gehört zu den sibirischen Turksprachen und wird in vier Dialektgruppen unterteilt. Sie lässt starke Einflüsse des Mongolischen erkennen. Seit 1940 wird sie kyrillisch geschrieben.
Die Sprecher des Tuwinischen gliedern sich selbst in drei unterschiedliche Gruppen: Die mit Abstand größte Gruppe sind die Taŋdy Tyvazy/Dyvazy Südsibiriens. In der Westmongolei siedeln die Chomdu Dϊvazϊ/Tyvazy und hoch am mongolisch-chinesischen Altai-Hauptkamm schließlich die Aldaj Dϊvazϊ/Altaj Tyvazy.
Sprachlich und kulturell werden noch weitere Gruppen zu den Tuwinern gerechnet, die aus Verbindungen mit benachbarten Ethnien entstanden sind; ihre Zuordnung ist jedoch zum Teil schwierig und uneinheitlich.
Aufgrund dieser komplizierten verwandtschaftlichen Verhältnisse hat der russische Ethnologe Sevyan Vainshtein 1972 vorgeschlagen, stattdessen nur nach Kulturtyp beziehungsweise Subsistenzstrategie der Gruppen zu unterscheiden. Demnach könnten die verschiedenen west- und nordtürkisch sowie mongolisch sprechenden Völker der Region in die nomadischen Rentierhalter-Jäger der Taiga und die halbnomadischen Viehzüchter der Steppe gegliedert werden.
Die traditionellen Wirtschaftsformen wurden in der Steppe weitgehend durch eine modernisierte Mobile Tierhaltung ersetzt. Bei den Taiga-Tuwinern sind die meisten heute sesshaft, während eine kleine Minderheit nach wie vor vollnomadisch von der Rentierhaltung lebt.

## Alternativbezeichnungen
Früher wurden die Tuwiner in Reiseberichten und wissenschaftlichen Publikationen zumeist mit der (mongolischen) Fremdbezeichnung Urianchai (auch Uriangkhai, Uryangkhai) bezeichnet. Des Weiteren finden sich in der europäischen Literatur teilweise weitere Bezeichnungen wie Sojonen, Sojoten, Mončak oder Gök Mončak, obwohl dies tatsächlich nur die Namen einzelner Untergruppen sind (siehe beispielsweise Sojoten weiter unten).
Andere Bezeichnungen für die Tuwiner sind Tyva, Tyvaner, Tuva und Tuvaner; zudem Diba, Tokha oder Tuba. Als Nebenformen gelten Tuwinen und Tuwinzen.

## Kulturell oder sprachlich abweichende Gruppen
Vermischungen mit Nachbarvölkern sowie wechselnde Grenzziehungen zwischen Russland, China und der Mongolei erschweren eine klare Zuordnung und Gliederung der verschiedenen tuwinischen Lokalgruppen.
 Deutlich wird dies am Beispiel der rund 200 tuwinisch-sprachigen Dukha (oder Sojon-Urianchai), die vollnomadisch im Chöwsgöl-Aimag, der nördlichsten Provinz der Mongolei leben, und dort „Caatan“ oder „Tsaatan“ (Rentierleute) genannt werden. Die Dukha gliedern sich in zwei lokale Gemeinschaften mit jeweils ganz unterschiedlicher Vorgeschichte trotz gemeinsamer Gruppenidentität und Zugehörigkeit zur Großgruppe der Taŋdy Tyvazy/Dyvazy: Eine Gruppe ist vermutlich ursprünglich aus den mongolisierten Sojoten Burjatiens hervorgegangen. Die zweite Dukha-Gruppe ist hingegen eng mit den Todscha-Tuwinern des russischen Süd-Sibiriens verwandt, von denen sie Mitte der 1950er Jahre durch die Grenzziehung zwischen Russland und der Mongolei getrennt wurden.

### Mongolisierte Steppengruppen
Trotz ihres mongolischen Idioms werden die Chalch-Urianchai in der West-Mongolei und die Darchat in der Nord-Mongolei zu den Tuwinern gerechnet.

### Sojoten
Die Sojoten (auch Sojonen) im Ostsajangebirge Süd-Sibiriens entstanden wahrscheinlich bei Grenzkonflikten zwischen Russland und China im 18. Jahrhundert. Dabei wurde eine tuwinische Gruppe von den Burjaten assimiliert (mongolisiert). Die Sojoten waren Rentierhalter und Jäger, bis die Sowjetregierung sie 1963 sesshaft machte. Seit dem Zerfall der Sowjetunion versucht man  wieder eine Revitalisierung der Rentierwirtschaft, die sich jedoch schwierig gestaltet.
Die Sojoten haben heute einen offiziellen Status als sogenannte Indigene kleine Völker des russischen Nordens.
Es ist zu beachten, dass die Bezeichnungen „Sojoten/Sojonen“ in einigen (älteren) Schriften abweichend verwendet werden: Manchmal steht der Name als Synonym für alle Tuwiner; manchmal wird die kleine Ethnie der Dukha als „Sojon-Urianchai“ bezeichnet. Andererseits rechnen manche Ethnologen die Sojoten aufgrund ihrer Ethnogenese gar nicht zu den Tuwinern.

### Todscha
Die Todscha (auch Tozhu) im Nordosten Tuwas sprechen Tuwinisch und werden zumeist den Tuwinern zugerechnet, obwohl sie gleichermaßen mit den nördlich benachbarten Tofalaren verwandt sind, die ebenfalls zu den Taiga-Rentierhalter-Jägern gehören. Obwohl die Ethnie wesentlich größer ist als der verwandten Dukha in der Mongolei, sind nur noch weit weniger Menschen (2012: 37 Männer) als Rentierhüter tätig.
Wie die Sojoten haben die Todscha in Russland einen Status als sogenanntes kleines indigenes Volk erworben und sich damit rechtlich von ihren Nachbarn abgesetzt.

### Biltir
Die Biltir sind aus Tuwinern und Chakassen entstanden, werden jedoch immer den Chakassen zugeordnet.

## Religionen

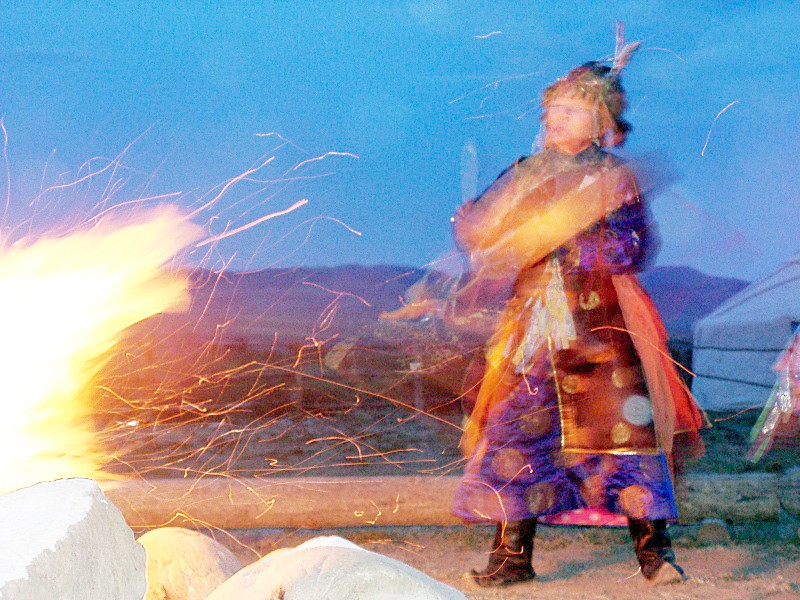
Schamane während einer Feuerzeremonie bei Kysyl, Tuwa, Russland

Der sogenannte „klassische Schamanismus“ war die traditionelle ethnische Religion der Tuwiner. Der Ethnologe Klaus E. Müller spricht hier von „Komplexschamanismus“ und meint damit jene Formen, die durch Berührungen mit anderen Religionen und benachbarten Agrargesellschaften eine komplexe Ritualkultur entwickelt haben. Bereits frühzeitig fand eine starke Vermischung mit dem Lamaismus statt. Es gab verschiedene Schamanentypen, die sich nach Abstammung und Art der Berufung aufgliederten. Heilung und Weissagung sind  heute noch die häufigsten Aufgaben des Schamanen. Überliefert sind außerdem weitere vier Typen: Schamanen mit Maultrommel, mit Stock, mit Spiegel und solche, die nächtliche Rituale mit Trommel und Kostüm vollzogen.
Wie die benachbarten Mongolen – von denen die Einwohner Tuwas in der Mongolei kulturell stark beeinflusst sind – bekennen sich die dortigen Tuwiner offiziell überwiegend zum tibetischen Buddhismus. In Russland kommen altgläubige orthodoxe Christen hinzu. Die alt überlieferten schamanischen Praktiken haben jedoch immer noch eine große Bedeutung: Der tuwinische Schamanismus konnte sich auch über die Sowjetzeit retten. Die Einführung des Atheismus durch die Sowjets konnte sich nicht behaupten. Der Schamanismus verändert sich jedoch drastisch durch den Kontakt mit westlich-esoterischen Neoschamanen, die einen intensiven Austausch in Gang gesetzt haben. Dies wird möglicherweise die ursprünglichen Überlieferungen dieses Volkes verfälschen und überlagern. Der deutschsprachige Schriftsteller und Tuwa-Schamane Galsan Tschinag ist ein bekannter Repräsentant dieser Entwicklung.

## Kultur und Lebensweise

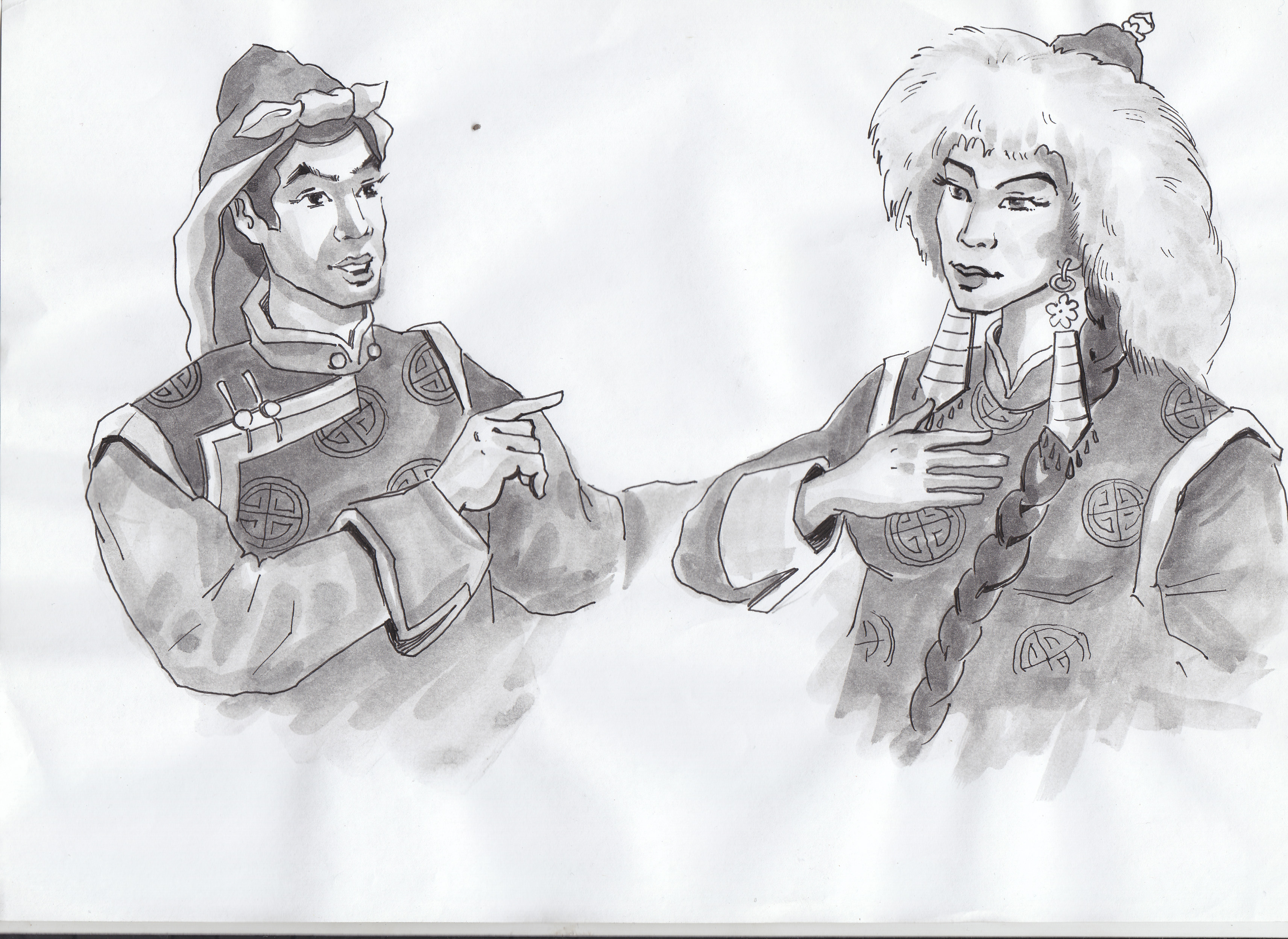
Darstellung traditioneller tuwinischer Kleidung

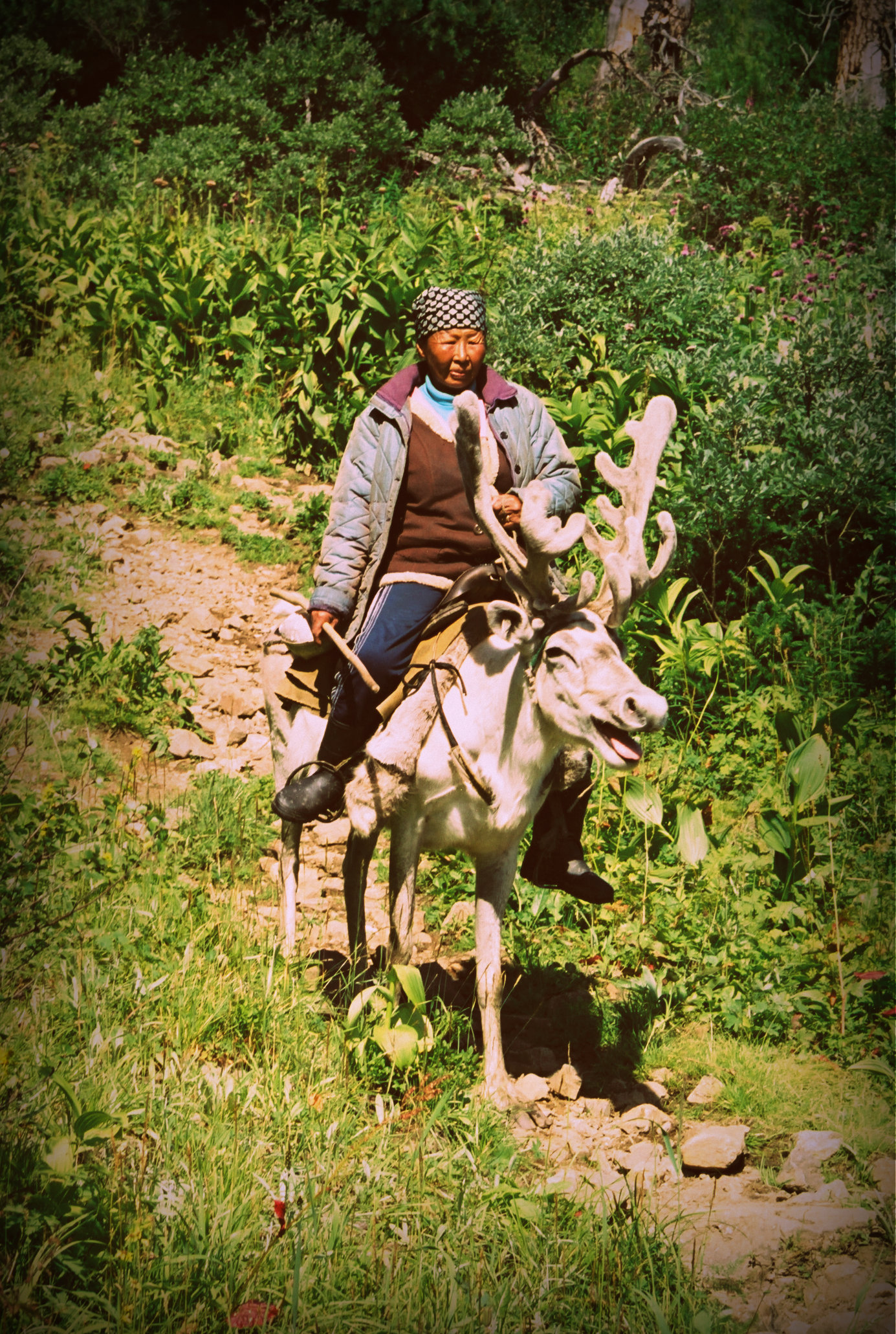
Die „Rentierleute“ reiten auch auf den Tieren

Traditionelle Wirtschaftsformen der Tuwiner sind die mobile Tierhaltung und ergänzende Jagd: In den Steppenregionen werden wie andernorts Yak, Pferd, Kamel, Schaf und Ziege gehalten, heute häufig durch das Rind ergänzt. Bei den Sesshaften bisweilen auch Schweine und Geflügel. In der Regel erfolgt die Viehwirtschaft jedoch halbnomadisch oder nomadisch. Vollnomaden sind einige Angehörige der Rentier haltenden Dukha in der Nord-Mongolei und der Todscha im sibirischen Nordosten des Siedlungsgebietes, die beide in der Taiga leben. Während die Steppen-Tuwiner nach dem Zusammenbruch der Sowjetunion aus Not zur teilweisen Subsistenzwirtschaft zurückkehren müssen, leben einige wenige Taiga-Tuwiner seit jeher vornehmlich auf diese Weise. Sie gehören damit zu den ganz wenigen Menschen der Erde, die noch von traditionellem Nomadismus leben. Die Anbindung an die lokale Geldwirtschaft besteht zumeist über den Verkauf von Pelzen aus der Jagd.
Bei den in abgelegeneren Regionen der Mongolei (Altai, Sojon) lebenden Tuwinern hat sich die überlieferte Kultur bis heute am besten erhalten, insbesondere bei den „Rentierleuten“ der Nord-Mongolei. Auf der russischen Seite fand zur Sowjetzeit eine aggressive Russifizierung (u. a. zwangsweise Sesshaftmachung) statt, die zu einer starken Akkulturation geführt hat. Heute ist der Einfluss der mongolischen und kasachischen Kultur auf die westmongolischen und chinesischen Siedlungsgebiete am stärksten.
Tuwa gehört zum Kerngebiet des klassischen Schamanismus. Die Abgelegenheit und Eigenständigkeit hat hier bei einigen Gruppen zu einer weitgehenden Erhaltung dieser Weltanschauung bis heute geführt. Hier spielen insbesondere die rituelle Geisterbeschwörung im Rahmen der Krankenbehandlung und als Fürbitte für soziale Zwecke sowie das Orakel eine wichtige Rolle. Eingehend erforscht wurde der altaiische Schamanismus durch Leonid Pavlovič Potapov, einen tuwinischen Ethnologen. Erheblicheren Einfluss auf die gegenwärtige Entwicklung hat jedoch das Werk des tuwinischen Ethnologen Monguš Borachovič Kenin-Lopsaŋ, der nach dem Ende der Sowjetära die Gesellschaft der Schamanen „Düngür“ gründete, mit dem Ziel, den Schamanismus und Animismus („Alles ist beseelt“) in Tuwa wiederzubeleben und neue Schamanen auszubilden. Allerdings verursacht dies aufgrund eines intensiven Austauschs mit westlichen Schamanen einen deutlichen Kulturwandel vom traditionellen Schamanismus zum esoterisch geprägten Neoschamanismus.

## Geschichte

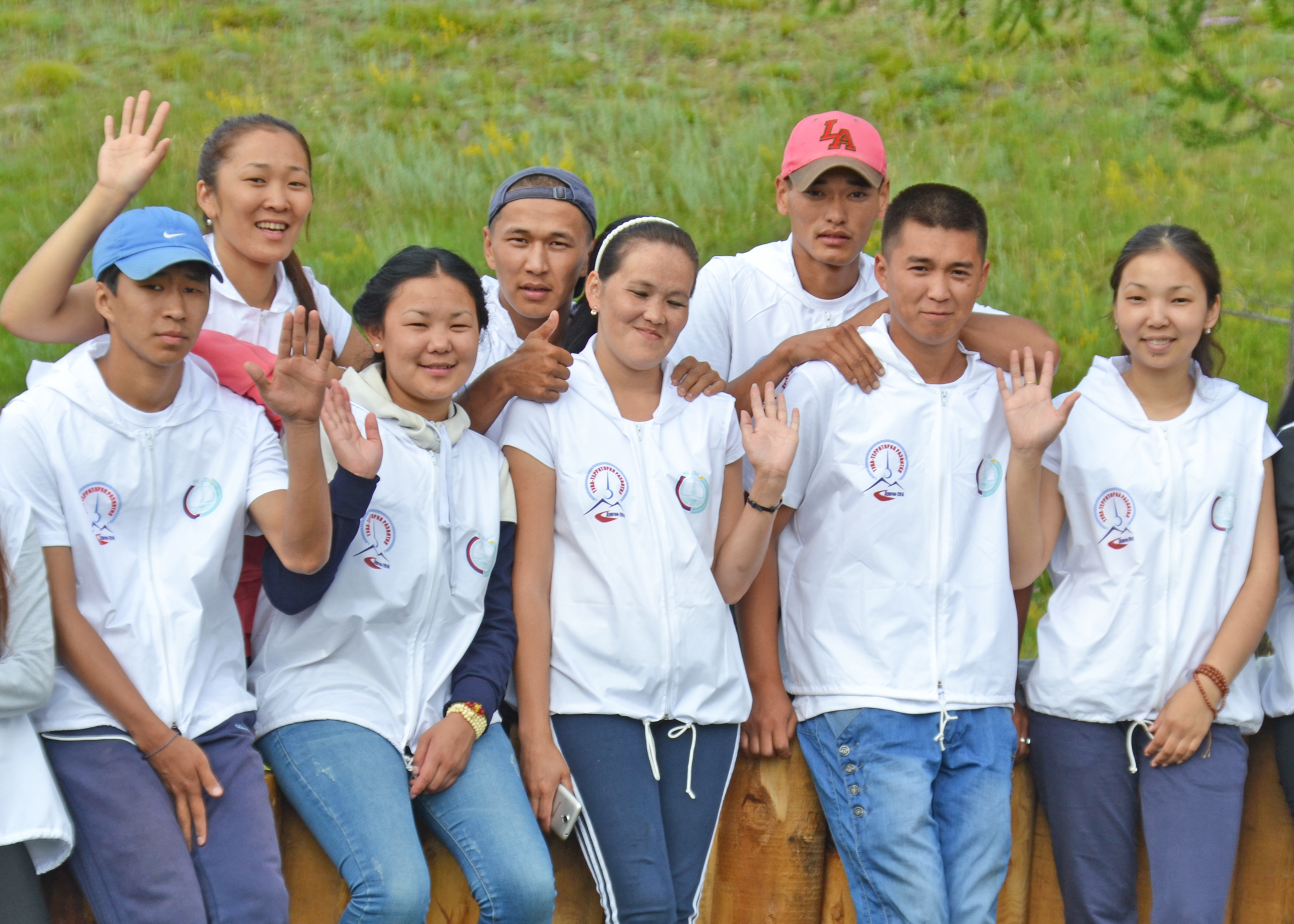
Junge Tuwiner in moderner Kleidung

Archäologische Funde und chinesische Quellen lassen darauf schließen, dass die Tuwiner nicht die ersten Besiedler Tyvas waren. An ihrer Ethnogenese waren mehrere Turkvölker sowie türkisierte Mongolen, Samojeden und möglicherweise Ket-Sprecher beteiligt. Unter den mobilen Hirtenvölkern fanden grundsätzlich häufig Vermischungen statt. Das Ethnonym Tyva verwendeten sie nach chinesischen Quellen bereits im 17. Jahrhundert.
Nach dem Ende des Oiratenreiches gehörten die Tuwiner zu China, standen unter (ost)mongolischer Verwaltung und die einheimische Oberschicht war weitgehend mongolisiert. Von jeher waren die Tuwiner weitgehend selbstständig und widerstanden fremden Einflüssen. Bis zum 18. Jahrhundert hielt der Buddhismus Einzug, der jedoch stark mit dem traditionellen Schamanismus synkretisiert war. Im 19. Jahrhundert setzte sich der buddhistische Glaube allmählich durch.
Nach der chinesischen Revolution errichtete das Zarenreich 1914 auf dem größten Teil des tuwinischen Gebietes das Protektorat Urjanchai Krai (Урянхайский край/Region Urjanchai). Auf die russische Revolution 1917 folgte eine Periode der Besetzung durch chinesische Truppen und verschiedene russische Bürgerkriegsparteien und schließlich 1921 die Gründung der freien „Volksrepublik Tannu-Tuwa“ (tuwinisch: Tahdy-Tywa Ulus Respublika), die 1926 in Tywa Arat Respublika/TAR (Tuwinische Volksrepublik) umbenannt wurde. 1922 erfolgte die Gründung der Revolutionären Volkspartei TARN (tuwinisch: Tywa arattyh revoljustug namy).
Die erste „republikanische“ Regierung (1921–1924) führte der Adlige Nojan Bujan-Badyrgy, das feudale Oberhauptes des Choschun (Bezirks) Daa (mongolisch: Nojon Bujan-Badrachuund). Die Amtszeit der Regierung Donduk Kuular (1924–1929) war durch eine Politik der Anlehnung an die Mongolische Volksrepublik und Förderung des Buddhismus geprägt. Durch die Kulturrevolution 1929/1930 kamen sowjetisch geprägte Kader an die Macht, die eine Umgestaltung nach sowjetischem Vorbild einleiteten. Als Amtssprache wurde nun an Stelle des bisher verwendeten Altmongolischen eine tuwinische Schriftsprache entwickelt, die bis 1940 mit lateinischen Buchstaben geschrieben wurde.
1944 wurde das Gebiet der aufgelösten Volksrepublik als Autonome Oblast der RSFSR angegliedert, 1961 erhielt es den Status einer Autonomen Sozialistischen Sowjetrepublik. 1991 wurde diese zur Republik Tuwa umgebildet.

## Verwandtschaftliche Beziehungen zur turkvölkischen Minderheit in der Mongolei
Die heute in der Westmongolei lebenden Dywa blieb lange Zeit die Anerkennung als nationale Minderheit versagt, da sie im kasachisch dominierten Bajan-Ölgii-Aimag leben. Die Dywa wurden in älteren Quellen mitunter auch als Gök Mantschak oder Gök Tschuluutan bezeichnet, was auf die Bezeichnung einer Teilgruppe, nämlich Gök Mandtschak, zurückgeht. Gegenwärtig konsolidiert sich ihre Gemeinschaft im Tsengel-Sum durch Rückkehr von vorher in die Zentralmongolei ausgewanderten Familien. Die Zahl aller Tuwiner dürfte in der Mongolei zwischen einigen Tausend und Zehntausend liegen, die verschiedenen Angaben sind widersprüchlich. Der tuwinische Journalist Mongal Sedip geht gar von 30.000 aus.

## Tuwinische Minderheiten in China
In der VR China leben einige Tausend Dywa der Altairichtung (tuwinisch: Aldaj dshüktüch dyvasy). Der Name bezieht sich auf das Siedlungsgebiet der Minderheit, das sich südlich bis südwestlich des Altaikammes befindet. Je nach Quelle wird von 2.000 (1989) oder 5.000 (1992) Menschen ausgegangen. Obwohl die chinesische Regierung den Dywa Anfang der 1950er Jahre angeboten hatte, sie als eigenständige Nationalität („nationale Minderheit“) anzuerkennen, besteht diese Minderheit bis heute darauf, zu den Mongolen, im konkreten Fall zu den hier ansässigen Oiraten, gezählt zu werden. Als Grund wurde inoffiziell die Befürchtung genannt, als quantitativ kleine Gruppe dem Druck der ebenfalls turksprachigen, aber islamischen Kasachen nichts entgegensetzen zu können. Teil der quantitativ starken Gruppe der Mongolen zu sein, mit denen sie Religion und Lebensweise teilen und deren Sprache sie fast alle beherrschen, gebe ihnen ein Gefühl kultureller Sicherheit.

## Bekannte Tuwiner
- Huun-Huur-Tu, international bekannte tuwinische Musikgruppe
- Sainkho Namtchylak (* 1957), moderne Sängerin
- Sergei Kuschugetowitsch Schoigu (* 1955), russischer Politiker
- Galsan Tschinag (* 1943), deutschsprachiger Schriftsteller mongolischer Herkunft